# NGC 5616
NGC 5616 (другие обозначения — UGC 9231, MCG 6-32-26, ZWG 192.15, IRAS14222+3641, PGC 51448) — галактика в созвездии Волопас.
Этот объект входит в число перечисленных в оригинальной редакции «Нового общего каталога».